# Aporophyla impuncta
Aporophyla impuncta là một loài bướm đêm trong họ Noctuidae.